# Discografia dei Crash Test Dummies
La discografia della band canadese di musica folk rock e alternative rock Crash Test Dummies consiste in nove album studio, una compilation, un EP e un DVD.

## Demo
| Data | Titolo          | Etichetta    |
| ---- | --------------- | ------------ |
| 1988 | Original Recipe | Autoprodotto |
| 1989 | Demo Tape 2     | Autoprodotto |

### Original Recipe
Original Recipe è il primo demo originale della band canadese Crash Test Dummies pubblicato nel 1988. Include quattro canzoni che col tempo hanno fatto parte del loro primo album studio, con l'eccezione di Fundies Never Have Fun On Sundays, il quale è solo reperibile in questa audiocassetta. Questo demo è estremamente raro e prezioso.
Tracce
1. Superman's Song
2. Androgynous
3. Comin' Back Soon (The Bereft Man's Song)
4. Here on Earth (I'll Have My Cake)
5. Fundies Never Have Fun On Sundays

### Demo Tape 2
Demo Tape 2 è il secondo demo della band canadese Crash Test Dummies pubblicato nel 1989. L'audiocassetta contiene solo due canzoni ed è estremamente difficile da trovare. La canzone The Ghosts That Haunt Me è registrata anche nel loro primo album studio.
Tracce
1. The Ghosts That Haunt Me
2. Row Bullies Row

## Album in studio
| Data | Titolo                           | Etichetta           |
| ---- | -------------------------------- | ------------------- |
| 1991 | The Ghosts That Haunt Me         | BMG/Artista         |
| 1993 | God Shuffled His Feet            | BMG/Artista         |
| 1996 | A Worm's Life                    | BMG/Artista         |
| 1999 | Give Yourself a Hand             | BMG/Vik. Recordings |
| 2001 | I Don't Care That You Don't Mind | Cha-Ching Records   |
| 2002 | Jingle All the Way               | Cha-Ching Records   |
| 2003 | Puss 'n' Boots                   | Cha-Ching Records   |
| 2004 | Songs of the Unforgiven          | Deep Fried Records  |
| 2010 | Oooh La La!                      | Deep Fried Records  |

## EP
- 2007: The Cape Breton Lobster Bash Series

## Compilation
- 2007: The Best of Crash Test Dummies

## Album dal vivo
Nel 2001 Brad Roberts pubblicò un album live, il quale consiste in canzoni dei Crash Test Dummies, più alcune cover:
- 2001: Crash Test Dude

## Singoli
- 1991: Superman's Song
- 1991: The Ghosts That Haunt Me
- 1991: Androgynous
- 1992: The First Noel/Winter Song
- 1993: Mmm Mmm Mmm Mmm
- 1994: Swimming in Your Ocean
- 1994: Afternoons & Coffeespoons
- 1994: God Shuffled His Feet
- 1995: The Ballad of Peter Pumpkinhead
- 1996: He Liked to Feel It
- 1997: My Own Sunrise
- 1997: My Enemies (solo promozionale)
- 1999: Keep a Lid on Things
- 1999: Get You in the Morning
- 1999: Give Yourself a Hand (solo promozionale)
- 2001: Every Morning
- 2001: On and On (solo promozionale)
- 2001: The Day We Never Met
- 2002: White Christmas (Solo promozionale)
- 2003: I'm the Man/Flying Feeling (solo promozionale)
- 2004: The Unforgiven Ones (solo promozionale)
- 2004: And So Will Always Be (solo promozionale)
- 2010: And It's Beautiful (solo promozionale)
- 2010: Now You See Her (solo promozionale)

## Altre canzoni

### Brani non registrati su dei loro album
- 1991: The First Noel, nell'album A Lump of Coal
- 1995: The Ballad of Peter Pumpkinhead, nella colonna sonora del film Scemo & + scemo
- 1995: All You Pretty Girls, nell'album A Testimonial Dinner: The Songs of XTC

## Video
- 1994: Symptomology of a Rock Band: The Case of Crash Test Dummies
- 2001: Crash Test Dude (rockumentary)